# Murilo Rosa
Murilo Araújo Rosa (n. 21 august 1970) este un actor brazilian.